# Diaphus sagamiensis
Diaphus sagamiensis és una espècie de peix de la família dels mictòfids i de l'ordre dels mictofiformes.

## Depredadors
Al Japó és depredat per Congriscus megastomus.

## Hàbitat
És un peix marí i d'aigües profundes que viu fins als 549 m de fondària.

## Distribució geogràfica
Es troba al Japó i Taiwan.